# Diamena
Diamena is een geslacht uit de aspergefamilie.  Het geslacht telt één soort: Diamena stenantha. Deze komt voor in Peru.